# Kaschan (Stadt)
Kaschan (persisch كاشان Kāschān, DMG Kāšān) ist eine Stadt der Provinz Isfahan im zentralen Hochland von Iran.

## Geografie
Die Stadt liegt etwa 200 km südlich von Teheran am Nordrand des Kuhrud-Gebirges am Übergang zur zentraliranischen Wüste und ist umgeben von der ersten großen Oase entlang der Straße von Qom nach Kerman. Die Kernstadt hat etwa 275.000 Einwohner (Stand: Hochrechnung 2012), zusammen mit weiteren Orten der Verwaltungseinheit etwa 317.000 Einwohner.

## Geschichte

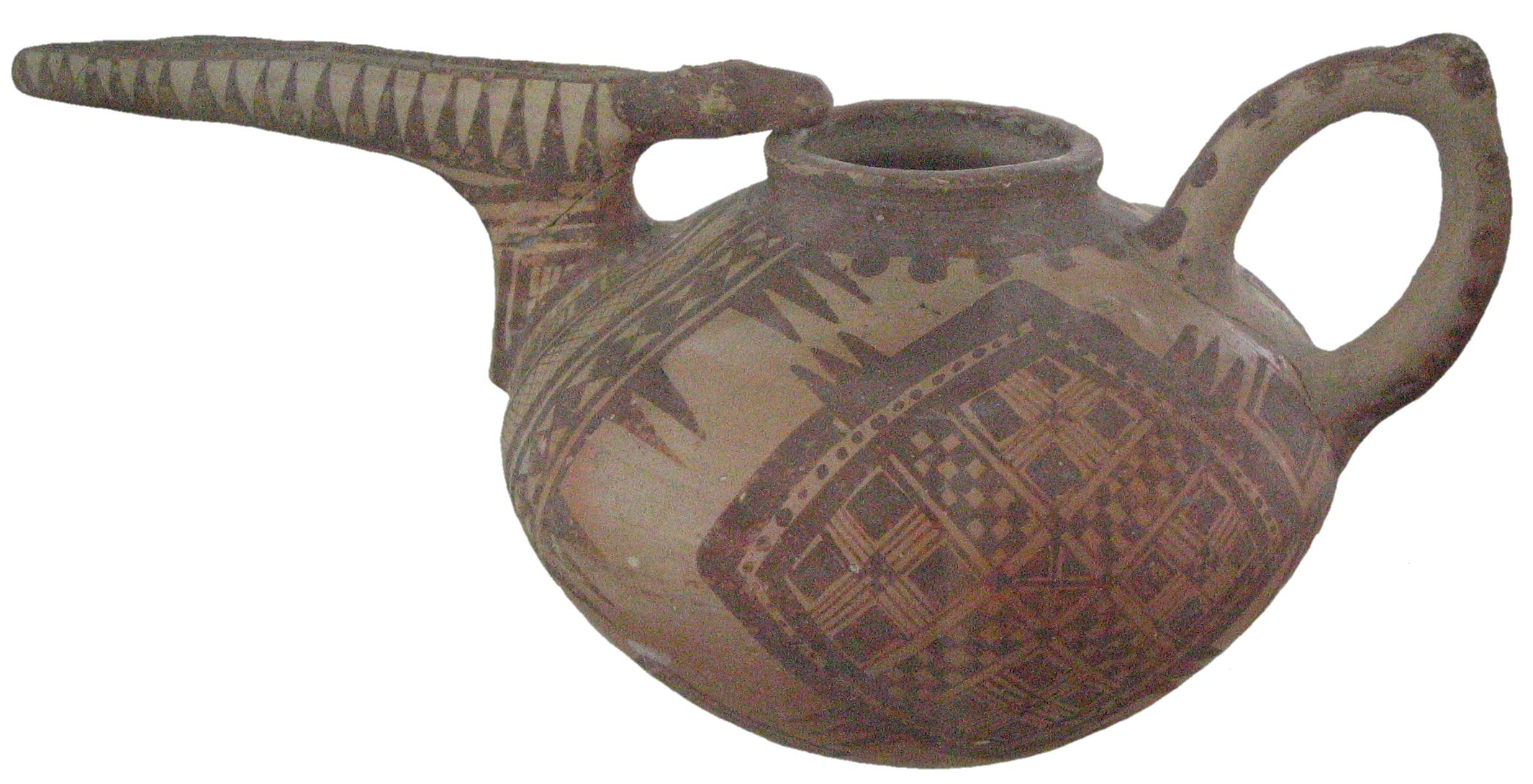
Keramikgefäß aus den Ausgrabungen bei Tappe Sialk

Das zentrale persische Hochland gehört zu den Wiegen der altorientalischen Hochkulturen. Bei Ausgrabungen im Tappe Sialk im Weichbild von Kaschan fanden sich Häuser aus dem 6. Jahrtausend v. Chr., einige der ältesten Zeugnisse von Metallgewinnung aus dem 4. Jahrtausend, protoelamitische Schrifttafeln, Rollsiegel, Keramiken aus dem 3. Jahrtausend und eine von vier bekannten elamitischen Zikkurats.

## Wirtschaft

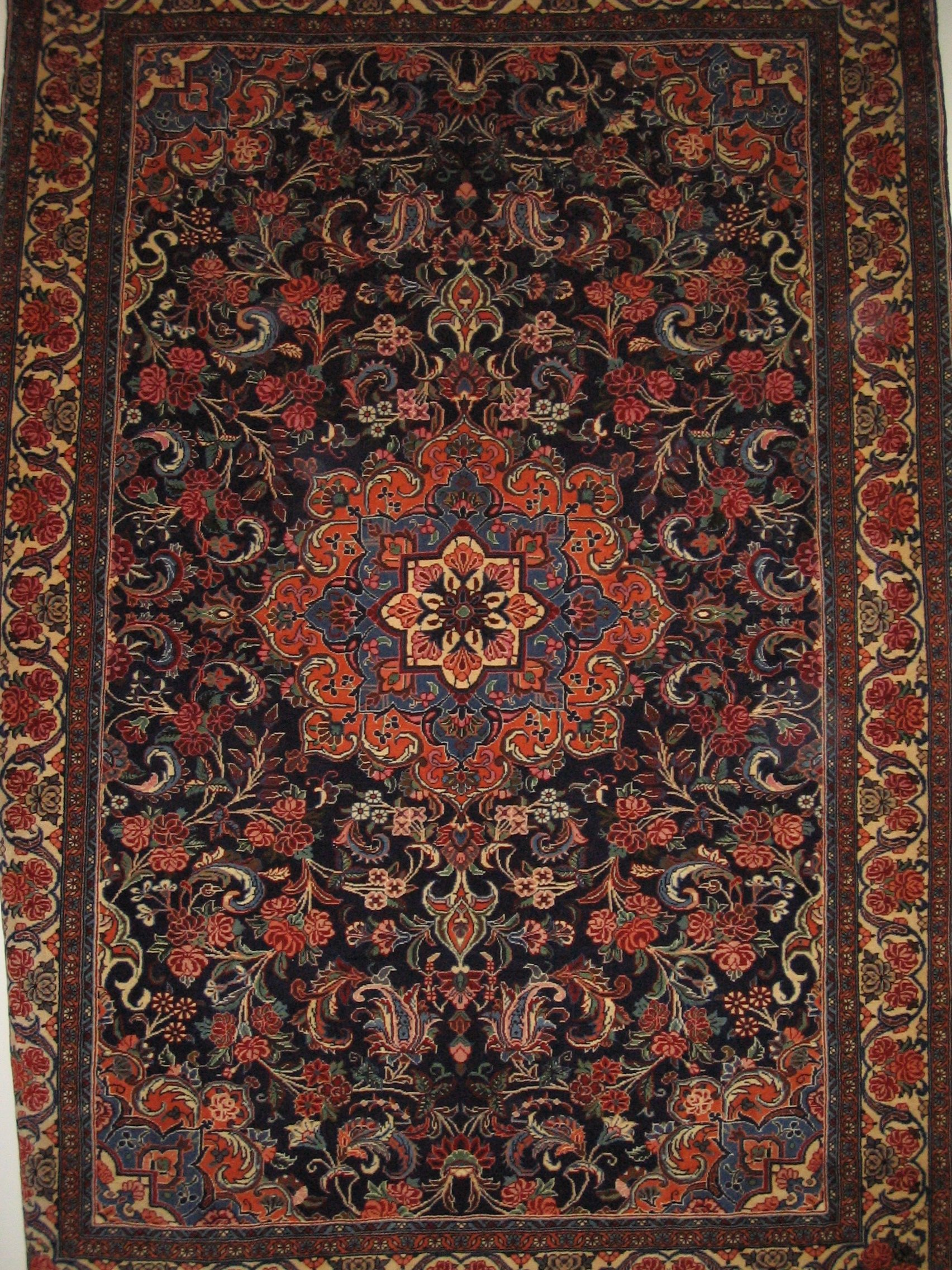
Kaschanteppich

Das persische Wort für „Fliese“, kāšī, leitet sich vom Namen der Stadt ab, da Kaschan im Mittelalter eine bedeutende Keramikindustrie besaß. Heute besitzt die Stadt eine bedeutende Textilindustrie, die meisten mechanischen Teppichwebstühle stehen in Kaschan. Nach ihr wurden die Kaschanteppiche (eine klassische Art der Perserteppiche) benannt, die im 16. Jahrhundert unter den Safawiden weithin berühmt waren und vermutlich auf die Seldschuken zurückgehen. Kaschan ist auch ein Zentrum der iranischen Rosenwasserproduktion. Die von wasserreichen Quellen gespeisten Dörfer etwas außerhalb der Stadt orientieren ihre Landwirtschaft stark darauf aus.
40 km südöstlich von Kaschan befindet sich nahe der Stadt Natanz eine unterirdische Uran-Anreicherungsanlage nach dem Gaszentrifugenprinzip, die Teil des iranischen Atomprogramms ist.
In Zusammenarbeit mit China wird das Öl- und Gasfeld von Zavareh-Kaschan auf seine Wirtschaftlichkeit untersucht.

## Verkehr
Die Stadt liegt an der Bahnstrecke Qom–Zahedan, der südlichen Ost-West-Eisenbahnverbindung Irans.

## Bildung
1974 wurde als erste Hochschule der Stadt die Universität von Kaschan gegründet, an der etwa 4500 Studenten eingeschrieben sind. 1986 folgte die Kaschan-Universität für Medizin.

## Sehenswürdigkeiten

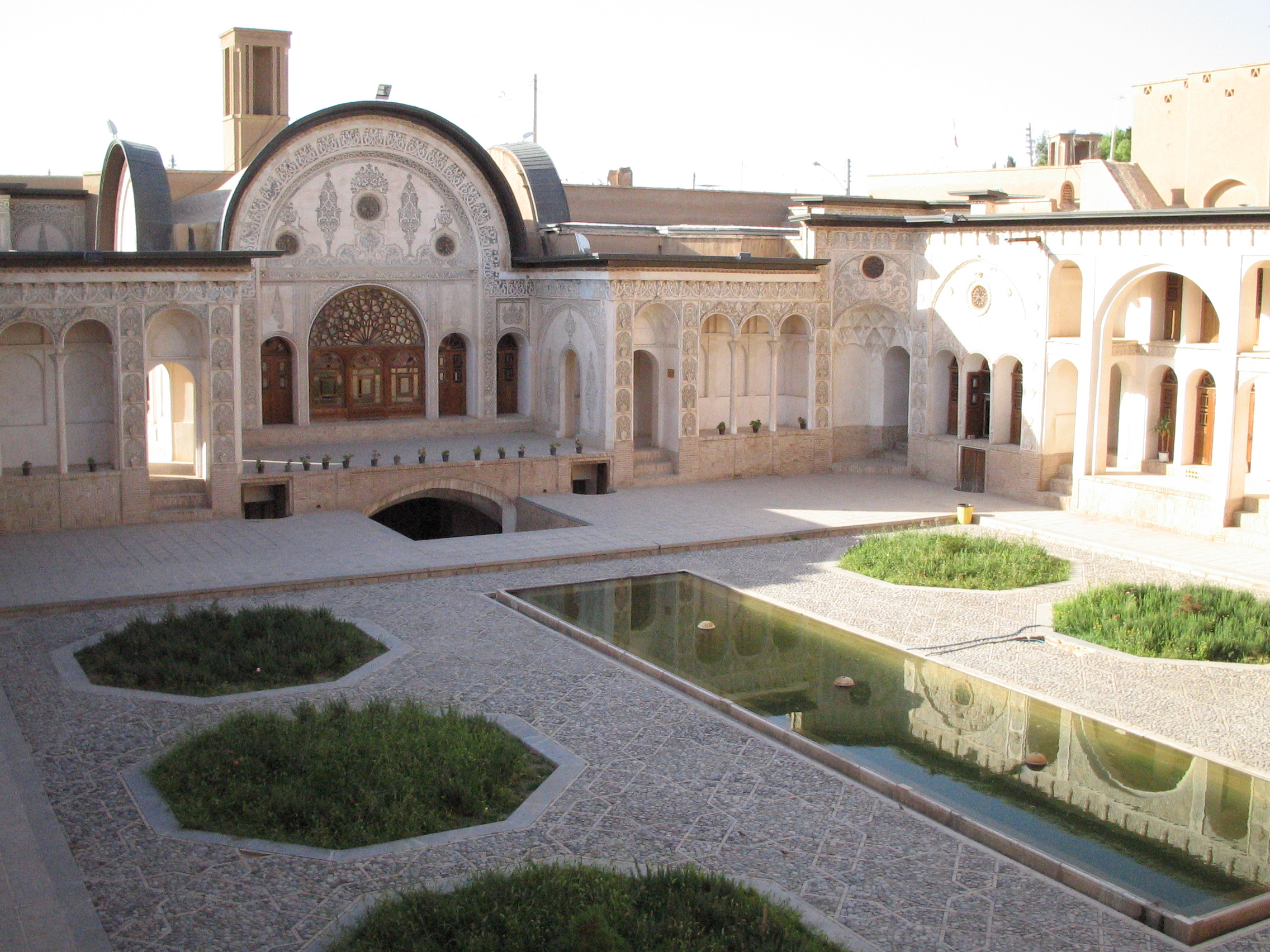
Haupthof des Ḫāne-ye Ṭabāṭabāʾī

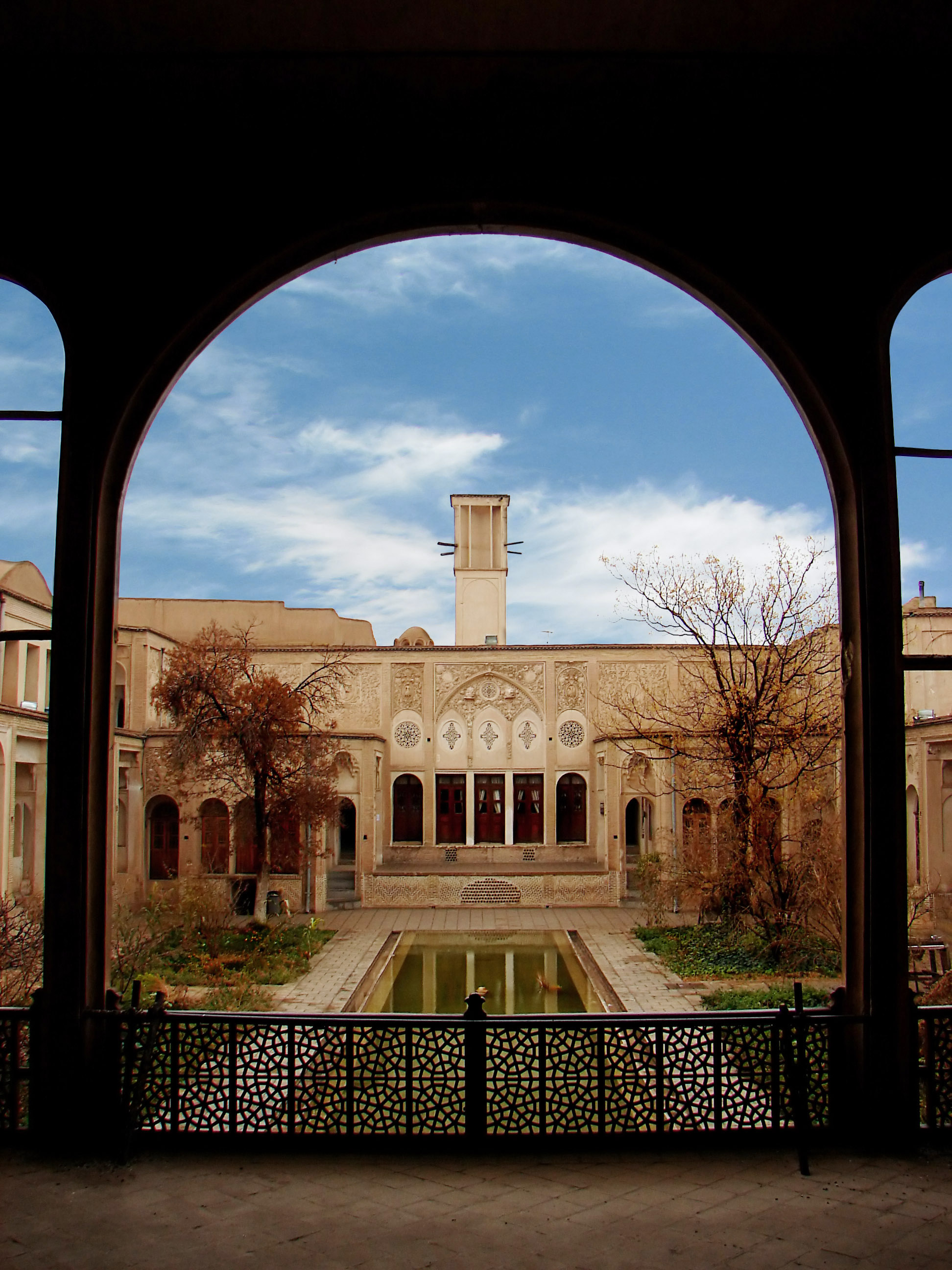
Das Haus der Borūǧerdī-Familie

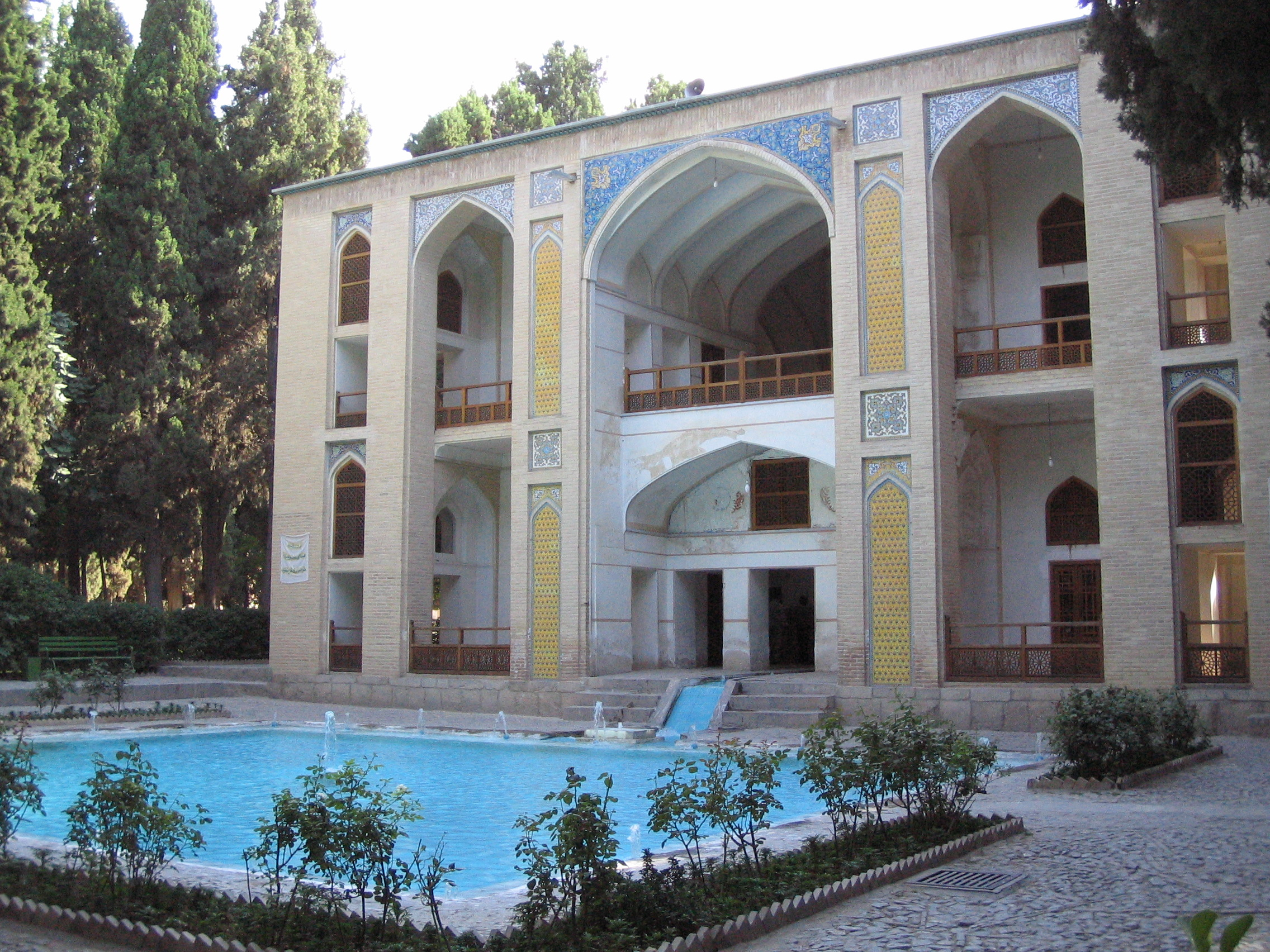
Fin-Garten

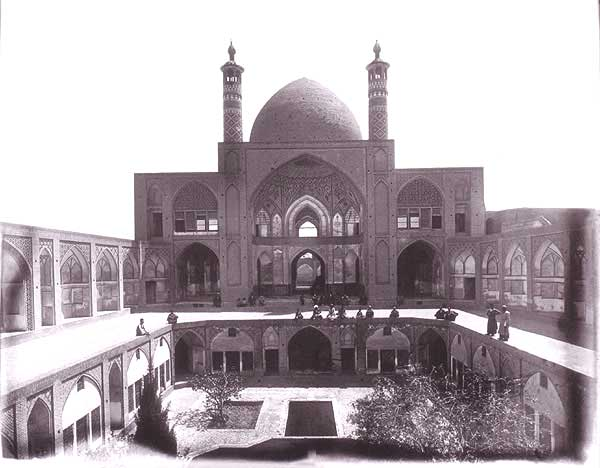
Aqā-Bozorg-Moschee (historische Aufnahme Ernst Hoeltzers von 1873)

Im 11. Jahrhundert ließ der Seldschukensultan Malik Schah I. im Zentrum von Kaschan die Dschalali-Burg (Qalʿe-ye ǧalālī) erbauen, deren Mauern noch heute stehen.
1778 wurde die Stadt durch ein Erdbeben völlig zerstört. Es kostete 8000 Menschen das Leben. Die Stadt wurde wieder aufgebaut – die großzügigen Neubauten des 18. und 19. Jahrhunderts aus der Zeit der Kadscharen-Dynastie stellen heute eine Touristenattraktion dar. Zu den bekanntesten zählen zwei Anwesen, die von dem Architekten Ustad Ali Maryam um 1850 errichtet wurden: Das Chane-ye Tabatabayi (Ḫāne-ye Ṭabāṭabāʾī („Ṭabāṭabāʾī-Haus“)) wurde für die einflussreiche Tabatabayi-Familie um 1840 gebaut. Das Chane-ye Borudscherdi (Ḫāne-ye Borūǧerdī), englisch Borujerdihā house, ließ der reiche Kaufmann Hadschi Mehdi Borudscherdi als Hochzeitsgeschenk für seine Braut errichten, die aus der Familie Tabatabayi stammte. Das Ḫāne-ye ʿAbbāsīhā ist ebenfalls ein bekanntes Gebäude der Stadt.
Einen Anziehungspunkt stellt einer der berühmtesten persischen Gärten dar, der Bāġ-e Fīn („Fin-Garten“). Er wird von ergiebigen Wasserquellen aus den nahen Bergen gespeist, darunter der Češme-ye Soleimān („Salomonsquelle“). In seiner heutigen Form wurde der Garten für Schah Abbas den Großen entworfen. Die Safawiden-Dynastie verwandte ihn als Erholungspark. Die Gebäude wurden von den Kadscharen-Herrschern umgebaut, doch entspricht die Anordnung der Obstgärten und der Marmorbecken mit ihren Wasserspielen weitgehend dem Original.

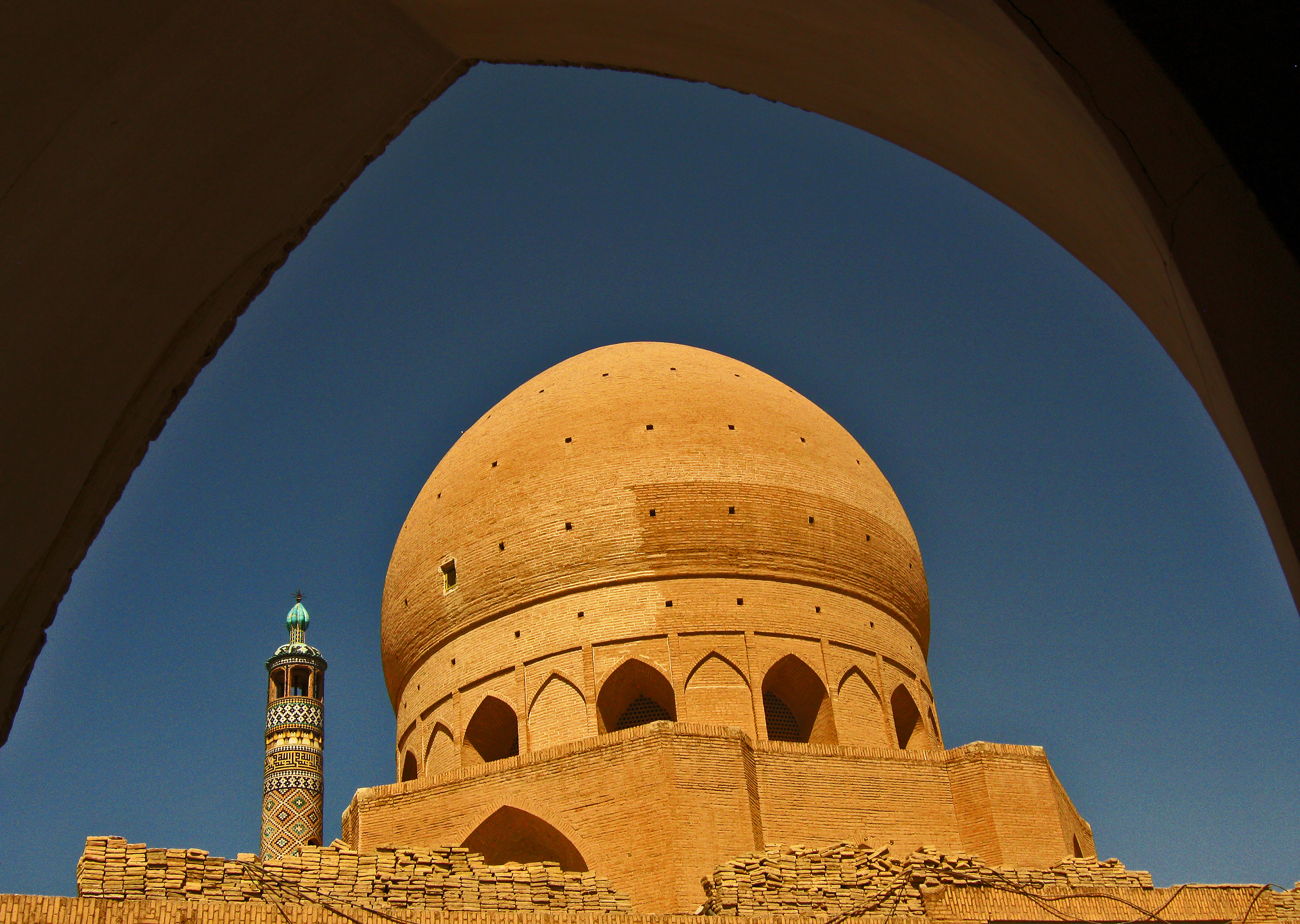
Kuppel der Madrese Aqa Bozorg

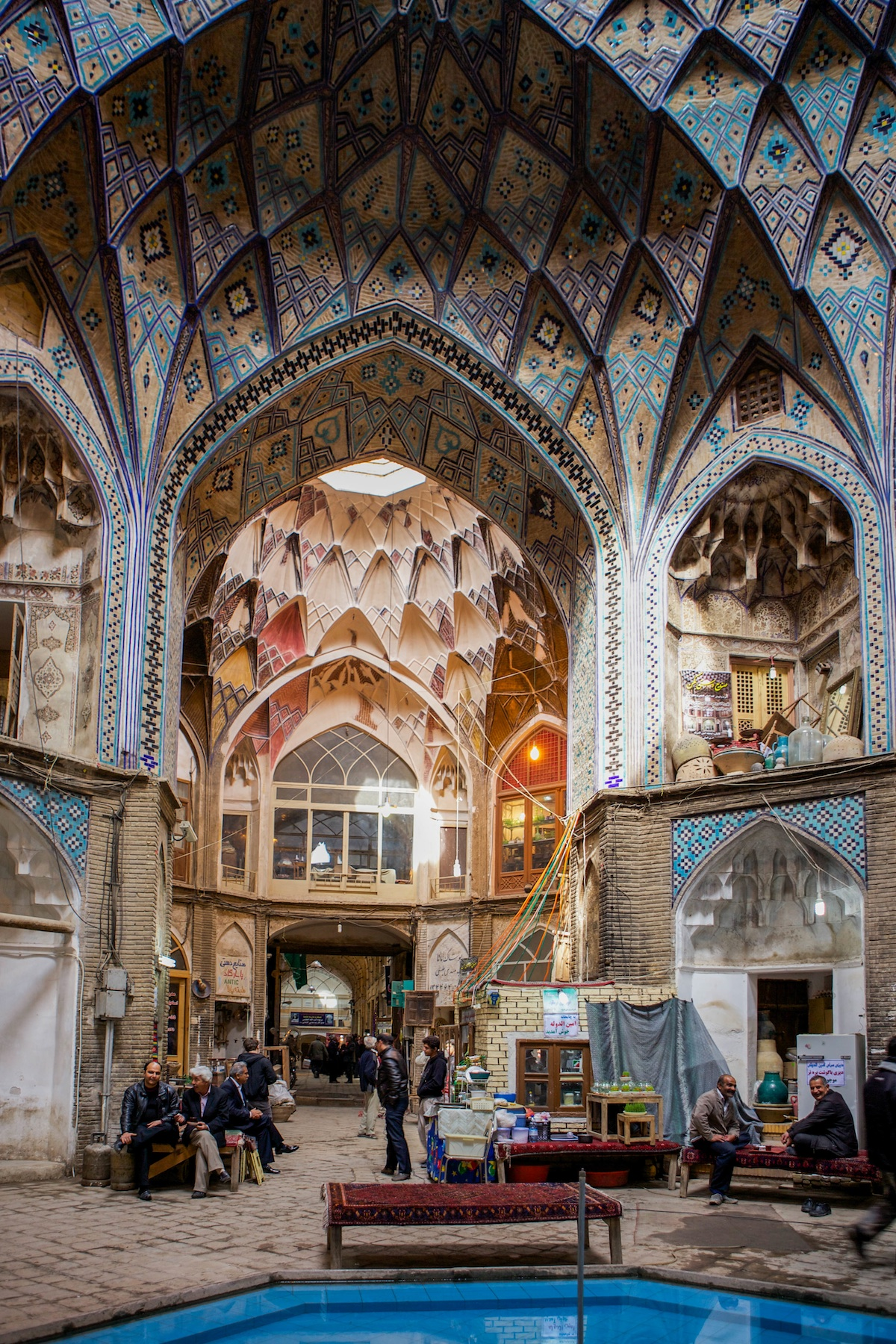
Basar

Zu den Sehenswürdigkeiten Kaschan gehören auch die Moschee Aqa Bozorg mit Madrese und der Basar.
Etwa 55 Kilometer von Kaschan entfernt liegt das historische „Rote Dorf“ Abyane.

## Klima
Kaschan liegt in einem Talkessel am Nordrand des Kuhrud-Gebirges. Durch die tiefgelegene Lage kann sich Wärme innerhalb des Tals aufstauen und die Sommer besonders heiß werden lassen. Kaschan hat ein typisches Wüstenklima mit besonders heißen Sommern und kalten Wintern. Durch die zentrale Lage innerhalb des Kernlands sind Niederschläge selten. Die meisten Regenschauer entfallen auf die Wintermonate, wobei es auch schneien kann. Schneestürme, wie sie es zuletzt im Winter 2007 gab, als die ganze Stadt sowie die umliegende Wüste unter einer zentimeterdicken Schneeschicht begraben war, sind jedoch die Ausnahme. Die Bevölkerung zieht es auch vor, die Sommermonate in den umliegenden Dörfern zu verbringen, weil diese durch ihre höhere Lage ein milderes Klima aufweisen. Leergefegte Straßen während der Mittagszeit gehören im Sommer daher zum Alltag. In Kaschan findet man auch sehr viele Eisdielen, die eine erfrischende Abkühlung mit traditionellem Eis anbieten.
|                       | Jan  | Feb  | Mär  | Apr  | Mai  | Jun  | Jul  | Aug  | Sep  | Okt  | Nov  | Dez  |   |       |
| Mittl. Tagesmax. (°C) | 10,2 | 13,4 | 19,0 | 26,3 | 31,8 | 38,2 | 40,8 | 39,9 | 35,3 | 27,6 | 18,9 | 12,1 | ⌀ | 26,2  |
| Mittl. Tagesmin. (°C) | −0,3 | 1,5  | 6,3  | 12,1 | 16,9 | 21,9 | 24,8 | 23,3 | 18,4 | 12,5 | 6,2  | 1,5  | ⌀ | 12,1  |
|                       |      |      |      |      |      |      |      |      |      |      |      |      |   |       |
| Niederschlag (mm)     | 26,3 | 19,6 | 26,1 | 17,5 | 13,3 | 1,0  | 0,5  | 0,5  | 0,2  | 4,3  | 12,2 | 16,9 | Σ | 138,4 |
|                       |      |      |      |      |      |      |      |      |      |      |      |      |   |       |
| Regentage (d)         | 6,5  | 5,5  | 6,9  | 5,5  | 4,4  | 0,7  | 0,5  | 0,5  | 0,2  | 2,0  | 3,6  | 5,3  | Σ | 41,6  |

| −0,3 |

| 1,5 |

| 6,3 |

| 12,1 |

| 16,9 |

| 21,9 |

| 24,8 |

| 23,3 |

| 18,4 |

| 12,5 |

| 6,2 |

| 1,5 |

| −0,3 |

| 1,5 |

| 6,3 |

| 12,1 |

| 16,9 |

| 21,9 |

| 24,8 |

| 23,3 |

| 18,4 |

| 12,5 |

| 6,2 |

| 1,5 |

| N i e d e r s c h l a g | 26,3 | 19,6 | 26,1 | 17,5 | 13,3 | 1,0 | 0,5 | 0,5 | 0,2 | 4,3 | 12,2 | 16,9 |
|                         | Jan  | Feb  | Mär  | Apr  | Mai  | Jun | Jul | Aug | Sep | Okt | Nov  | Dez  |

## Städtepartnerschaften
- Umeå, Schweden

## Söhne und Töchter der Stadt
- Dschamschid Masʿud al-Kaschi (um 1380–1429), Mathematiker und Astronom
- Kamal-ol-Molk (1847–1940), Maler
- Yedidia Shofet (1908–2005), Oberrabbiner Irans und das weltweite geistige Oberhaupt des persischen Judentums
- Sohrab Sepehri (1928–1980), Dichter und Maler der Moderne
- David Alliance (1932–2025), britischer Geschäftsmann und Politiker
- Nossrat Peseschkian (1933–2010), iranisch-deutscher Nervenfacharzt, Psychiater und Psychotherapeut
- Javad Kazemian (* 1981), Fußballspieler
- Ehsan Hajsafi (* 1990), Fußballspieler
- Masoud Kamran (* 1999), Hürdenläufer